# Arp 147
Arp 147 ou IC 298 est une paire de galaxies particulières à anneaux en interaction, d'environ 115 000 années-lumière (al) d'envergure, située à environ 456 millions d’années-lumière de la Terre, dans la constellation de la Baleine, au-delà du Groupe local de galaxies. 

## Histoire
Cette paire de galaxies particulières a été découverte en 1893 par l'astronome français Stéphan Javelle, nommée IC 298 de l'Index Catalogue, et cataloguée Arp 147 de l'Atlas des Galaxies Particulières de 1966. Sa vitesse par rapport au fond diffus cosmologique est de 9 470 ± 22 km/s, ce qui correspond à une distance de Hubble de 139,7 ± 9,8 Mpc (∼456 millions d'al).

## Une collision galactique

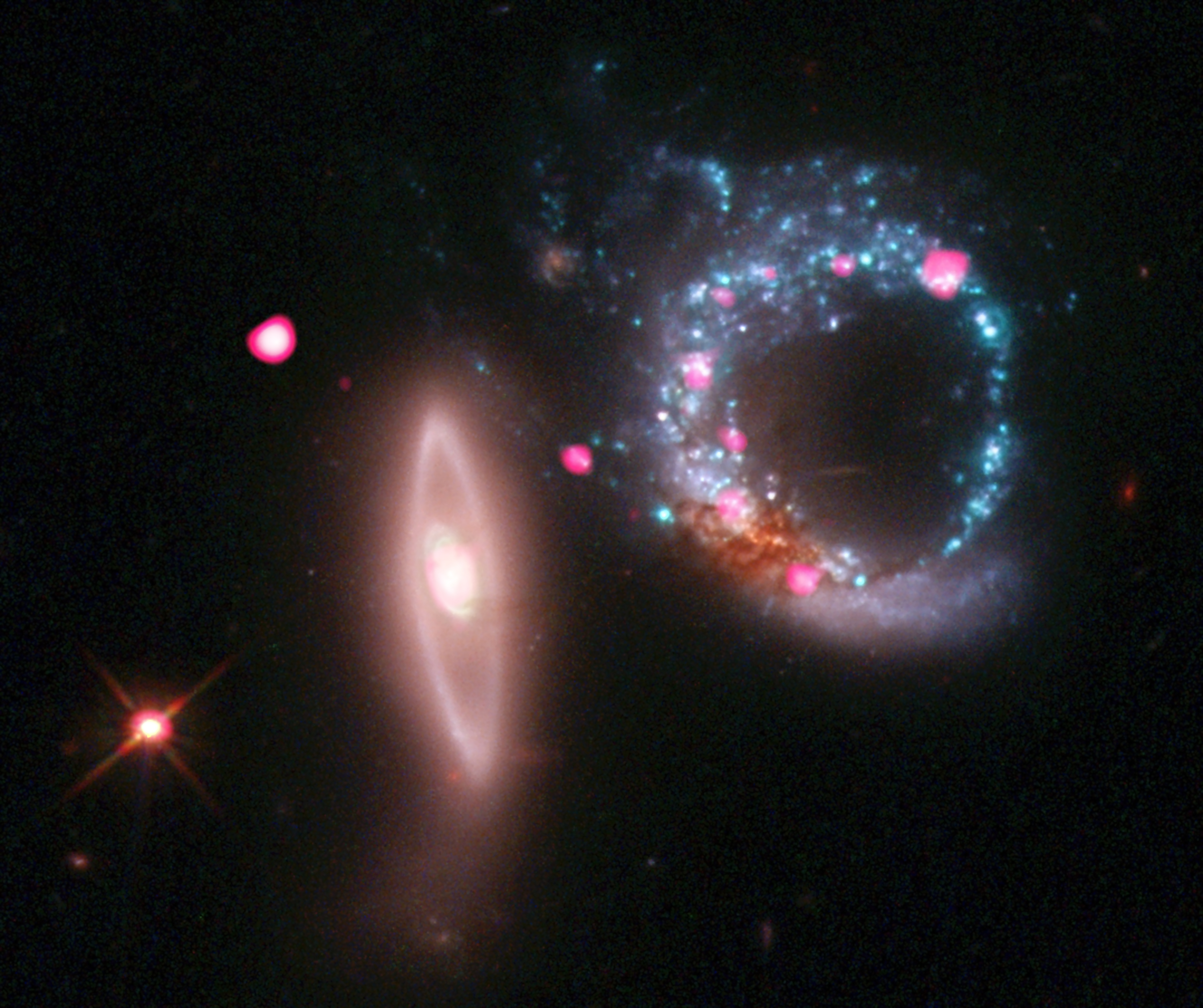
Image composite des observations d'Arp 147 par les télescopes spatiaux Hubble et Chandra. Les points roses visibles dans l'anneau bleu et détectés aux rayons X par Chandra manifestes vraisemblablement la présence de trous noirs, cachés au sein de l'anneau.

La paire de galaxies Arp 147 se compose de deux galaxies particulières, distantes l'une de l'autre d'environ 11 000 années-lumière. Sur l'image ci-contre du télescope spatial Hubble, la galaxie de droite ressemble à une bague stellaire bleue, vestiges d'une galaxie spirale d'environ 30 000 années-lumière de diamètre, tandis que la seconde, deux fois plus petite, est une galaxie à anneau rose avec un bulbe galactique central,  d'environ 15 000 années-lumière de diamètre.
La forme de ces deux galaxies révèle une collision passée. Il y a environ une cinquantaine de millions d'années (à l'image d'Arp 148) la galaxie à anneau rose aurait traversé la galaxie spirale bleue, la percutant en plein cœur, des suites des effets de leurs vitesses respectives et de leur champ gravitationnel cumulé. Cet évènement a provoqué une onde de choc à travers la galaxie bleue, repoussant sa matière centrale vers l'extérieur en créant une importante région à sursauts de formation d'étoiles, donnant naissance à l'anneau bleuté-rose. La région HII rougeâtre du côté inférieur gauche de l'anneau bleu de l'image de Hubble, serait issu du noyau galactique originel de la galaxie.
Arp 147 est un archétype des galaxies en interaction, au point que celles présentant des particularités similaires sont appelées « systèmes de type Arp 147 ».
Sur le site de la base de données NASA/IPAC, peu de données sont disponibles pour la galaxie bleue. En revanche pour la galaxie rose, on apprend que son diamètre est égale à environ 42,44 kpc (∼138 000 al). Sa classification morphologique, selon la séquence de Hubble, est S0? pec (Ring A), où « S0 » indique qu'il s'agit d'une galaxie lenticulaire, « pec » d'une galaxie particulière et « Ring A » d'une galaxie à anneau.